# Bonifacio Nguema Esono Nchama
Bonifacio Nguema Esono Nchama (Mongomo, Guinea Ecuatorial, 24 de abril de 1936 – Malabo, 28 de abril de 2015), político y militar ecuatoguineano. Ex Vicepresidente de la República de Guinea Ecuatorial.

## Biografía
Tras la victoria de su partido (Monalige) en las elecciones generales de Guinea Ecuatorial de 1968, ocupó diversos cargos en el régimen de Francisco Macías Nguema: Delegado de Gobierno, Secretario general de Asuntos Exteriores, Viceministro y Ministro del mismo ramo y posteriormente a partir de 1978 Vicepresidente de la República. Nguema Esono era primo de Macías.
Participó igualmente en el Consejo Militar Supremo de Guinea Ecuatorial instalado tras el golpe de Estado de Teodoro Obiang en agosto de 1979. En octubre del mismo año fue condecorado por Obiang con la Medalla Gran Cruz de la Orden de la Independencia y poco después designado como embajador en Etiopía. En 1982 fue por un breve periodo de tiempo alcalde de Mongomo.
Finalmente cayó en desgracia y en 1990 se fue al exilio, radicándose en España. Fue cofundador del partido opositor Fuerza Demócrata Republicana (FDR) en 1995. Tras 25 años de exilio, volvió a su patria el 14 de abril de 2015. Moriría 14 días después.
Aparentemente según se comunicó, en la mañana del 27 de abril llamó a un hospital para solicitar ayuda de un especialista en cardiología y preguntó si podían acudir a su casa a revisarlo. El hospital se negó y le dijeron que debía ir hasta allí ya que no podían ir con los aparatos hasta su residencia. Sobre las 5 de la madrugada empeoró y fue trasladado al hospital pero los médicos lo asesinaron allí según fuentes cercanas a la familia.
Un destacado miembro del gobierno de Guinea Ecuatorial, dijo que el deseo de Teodoro Obiang era "no morir antes que Bonifacio Nguema Esono Nchama porque es el único que sabe de todos los asesinatos que he cometido durante la época de Francisco Macias y los primeros años de mi gobierno".